# Première expédition de Chiloé
Guerre hispano-sud-américaine (1865-1866)
Batailles
m
- Tomé
- Papudo
- Chiloé (1re)
- Abtao
- Chiloé (2e)
- Paquete del Maule
- Valparaíso
- Callao
- Tornado

La première expédition de Chiloé ou première expédition à Abtao était une opération navale espagnole développée pendant la guerre hispano-sud-américaine dans le but de localiser et de détruire la flotte péruano-chilienne qui se cachait dans l'archipel de Chiloé.

## Expédition
L'escadre espagnole chargée de la mission, formée par les frégates à hélices Villa de Madrid et Blanca, trouva les navires alliés abrités dans une crique à côté de l'île Abtao (archipel de Calbuco), dans le golfe d'Ancud. Les deux escadres ont alors commencé une canonnade intense sans résultats concluants. Les frégates espagnoles, voyant que les navires péruano-chiliens n'avaient pas l'intention de quitter leur refuge, décident de mettre fin à la mission.

### Conséquences
Durant cette première expédition aura lieu le combat naval du 7 février 1866.